# Брансвік (Мен)
Брансвік (англ. Brunswick) — місто (англ. town) в США, в окрузі Камберленд штату Мен. Населення — 21 756 осіб (2020). Брансвік є частиною агломерації Портленд — Саут-Портленд — Біддефорд. Поруч з містом розташований військово-морський аеродром. Також у місті розташовано Коледж Боудойн (англ. Bowdoin College), заснований в 1794.

## Географія
За даними бюро перепису населення США, загальна площа міста — 140,4 км², з яких: 121,2 км² — земля та 19,3 км² (13,72 %) — вода. Місто перетинають дороги: I-295, US 1 і US 201. Омивається водами затоки Каско.

### Клімат
| Клімат : Брансвік       | Клімат : Брансвік | Клімат : Брансвік | Клімат : Брансвік | Клімат : Брансвік | Клімат : Брансвік | Клімат : Брансвік | Клімат : Брансвік | Клімат : Брансвік | Клімат : Брансвік | Клімат : Брансвік | Клімат : Брансвік | Клімат : Брансвік | Клімат : Брансвік |
| Показник                | Січ.              | Лют.              | Бер.              | Квіт.             | Трав.             | Черв.             | Лип.              | Серп.             | Вер.              | Жовт.             | Лист.             | Груд.             | Рік               |
| Абсолютний максимум, °C | 16,1              | 15,0              | 22,8              | 28,9              | 34,4              | 37,8              | 36,7              | 40,0              | 35,0              | 29,4              | 23,3              | 20,0              | 40,0              |
| Середній максимум, °C   | −0,6              | 1,1               | 6,1               | 12,2              | 18,3              | 23,3              | 26,1              | 25,6              | 21,1              | 15,0              | 8,3               | 2,2               | 13,3              |
| Середній мінімум, °C    | −12,2             | −10               | −5                | 0,6               | 6,7               | 11,7              | 15,0              | 14,4              | 10,0              | 3,3               | −1,1              | −7,8              | 2,2               |
| Абсолютний мінімум, °C  | −45               | −31,7             | −23,3             | −10,6             | −2,8              | 1,1               | 2,8               | 2,8               | −2,2              | −7,8              | −17,2             | −29,4             | −45               |
| Норма опадів, мм        | 94                | 90                | 111               | 120               | 115               | 106               | 102               | 84                | 107               | 125               | 143               | 103               | 1300              |
| ----------------------- | ----------------- | ----------------- | ----------------- | ----------------- | ----------------- | ----------------- | ----------------- | ----------------- | ----------------- | ----------------- | ----------------- | ----------------- | ----------------- |
| Джерело: weather.com    |                   |                   |                   |                   |                   |                   |                   |                   |                   |                   |                   |                   |                   |

## Демографія
Згідно з переписом 2010 року, у місті мешкало 20 278 осіб у 8469 домогосподарствах у складі 4889 родин. Було 9599 помешкань
Расовий склад населення:
| - 93,0 % — білих - 2,1 % — азіатів - 1,7 % — чорних або афроамериканців - 0,3 % — корінних американців |

До двох чи більше рас належало 2,4 %. Частка іспаномовних становила 2,9 % від усіх жителів.
За віковим діапазоном населення розподілялося таким чином: 19,2 % — особи молодші 18 років, 62,6 % — особи у віці 18—64 років, 18,2 % — особи у віці 65 років та старші. Медіана віку мешканця становила 41,4 року. На 100 осіб жіночої статі у місті припадало 89,1 чоловіків;  на 100 жінок у віці від 18 років та старших — 86,2 чоловіків також старших 18 років.
Середній дохід на одне домашнє господарство  становив 80 903 долари США (медіана — 58 125), а середній дохід на одну сім'ю — 94 246 доларів (медіана — 81 763). Медіана доходів становила 50 802 долари для чоловіків та 41 825 доларів для жінок. За межею бідності перебувало 10,2 % осіб, у тому числі 9,4 % дітей у віці до 18 років та 4,6 % осіб у віці 65 років та старших.
Цивільне працевлаштоване населення становило 10 308 осіб. Основні галузі зайнятості: освіта, охорона здоров'я та соціальна допомога — 34,8 %, роздрібна торгівля — 12,8 %, мистецтво, розваги та відпочинок — 10,4 %, науковці, спеціалісти, менеджери — 9,8 %.

## Галерея

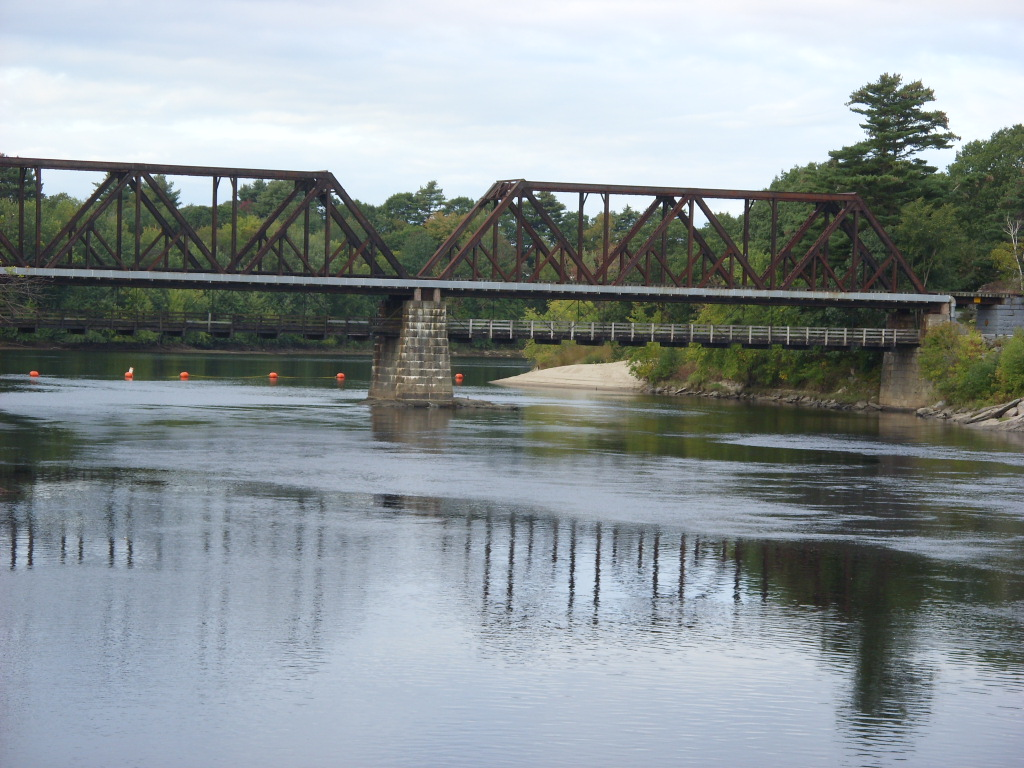
Міст в Брансвіку
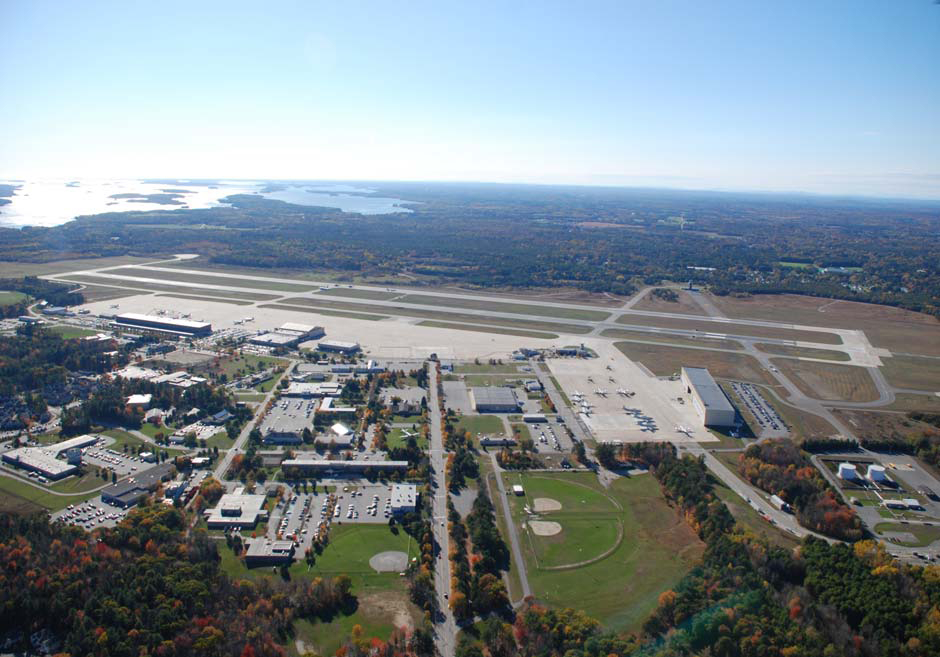
Аерофотознімок військово-морського аеродрому
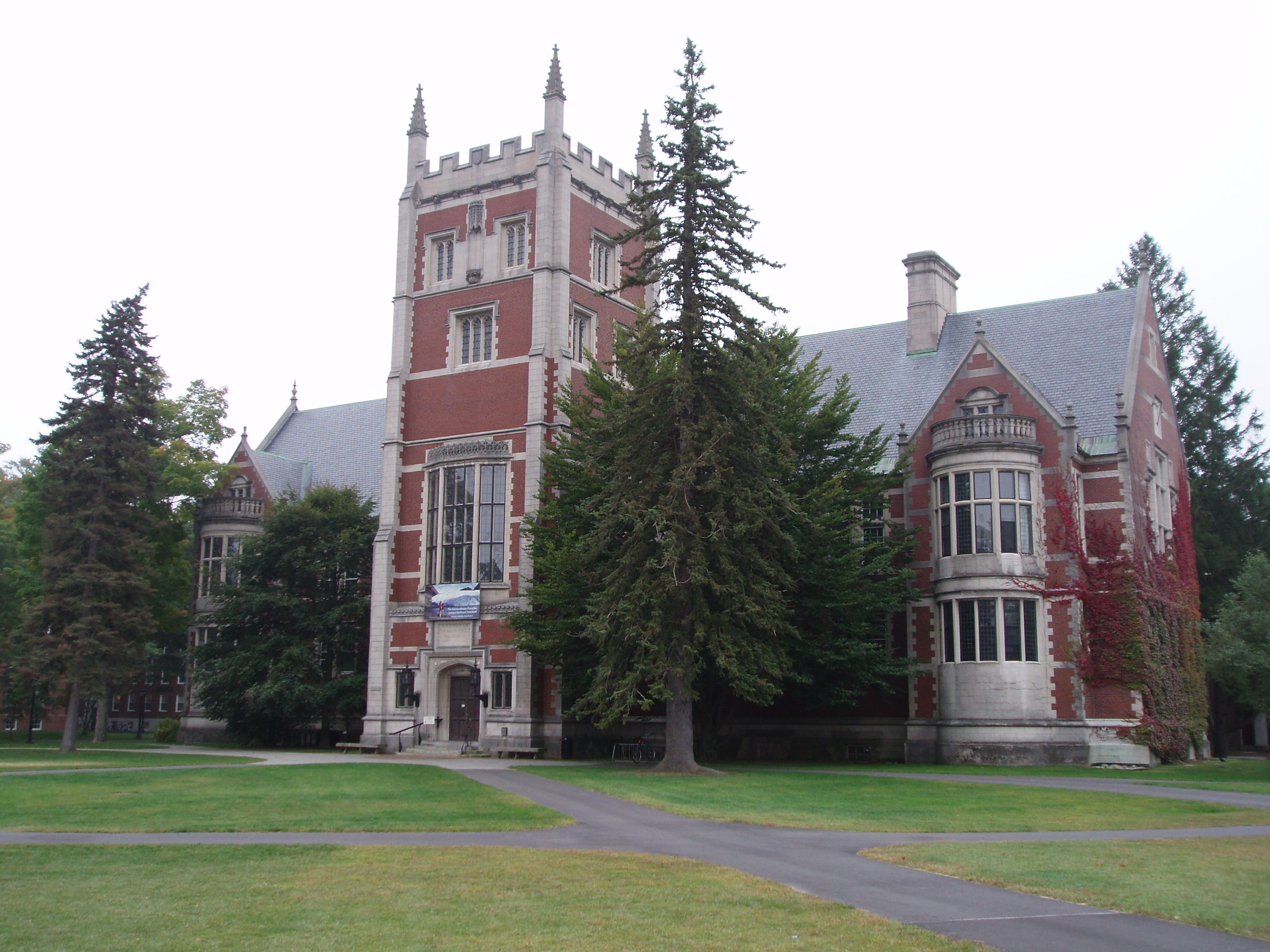
Головна будівля коледжу Боудойн
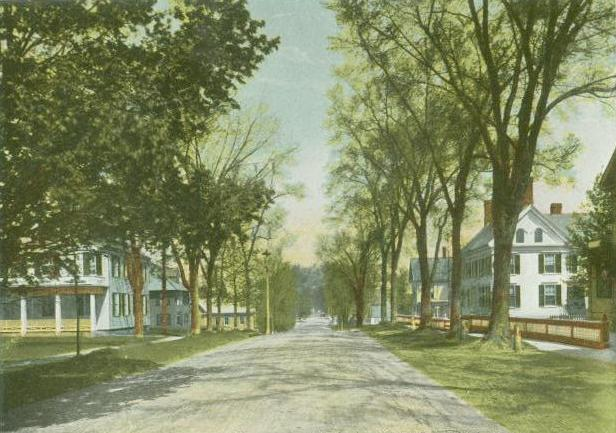
Федеральна вулиця, 1906